# Abadía del Monte Saint-Michel
La abadía del Monte Saint-Michel (en francés abbaye du Mont-Saint-Michel) es una antigua abadía benedictina francesa que se encuentra en la parte más alta del Monte Saint-Michel, en el departamento de La Mancha, de la región de Normandía.
La abadía está clasificada como monumento histórico desde el año 1862 y desde 1979 el sitio figura en la lista del Patrimonio de la Humanidad de la Unesco como parte del Monte Saint-Michel y su bahía. Está administrada por el Centre des monuments nationaux.

## Historia
La primera mención de la abadía se encuentra en un escrito en latín del siglo IX, el Revelatio ecclesiae sancti Michaelis in monte Tumba, redactado por un canónigo que vivía en el monte Saint-Michel o en la catedral de Saint-André de Avranches. Este texto fue escrito en una época de luchas por el poder entre Bretaña y el condado de Normandía contra el reino de los francos, a la par que se llevaban a cabo reformas de las leyes canónicas por parte de los emperadores carolingios. La denominación pervivía aún en el siglo XIII, pues el clérigo riojano Gonzalo de Berceo la denomina "San Miguel de la Tumba" en el XIX de sus Milagros de Nuestra Señora, y describe así su peculiar entorno:

Cerca de una marisma   que Tumba era llamada / hacíase una isla   a tierra aproximada; /  hacía la mar por ella   su salida y tornada / dos veces en el día,   o tres a la vegada. / En medio de la isla,   por las ondas cercada, / había una capilla   a San Miguel sagrada; / era celda preciosa,   de virtud bien probada, / pero era no poco   arriesgada su entrada. / Cuando quería el mar   hacia afuera salir / salía a fiera prisa,   no se sabría sufrir: / aunque ligero, nadie   le podría füir; / por no haber salido antes,   debía allí morir.

Con la llegada del cristianismo a la región, alrededor del siglo IV, Mont Tombe entró a formar parte de la diócesis de Avranches, cuyos límites se corresponden con el antiguo territorio de los abrincates. A mediados del siglo VI, el cristianismo se implantó realmente en la bahía y Mont Tombe pasó a ser un lugar que ofrecía refugio a eremitas (probablemente monjes celtas) a quienes suministraba provisiones el curato de Astériac, que llevaba una vida contemplativa en torno a diversos oratorios y que cuidaba la zona. Los eremitas san Pair y san Seubilion fundaron un oratorio en el monte dedicado al primer mártir cristiano, san Esteban, y otro en honor al primer mártir de Autun, san Sinforiano, levantado al pie de Mont Tombe.
En 710, Mont Tombe fue renombrado como «Mons Sancti Michaelis en periculo maris» cuando el obispo de Avranches Auberto construyó un oratorio dedicado a san Miguel Arcángel un par de años antes. De acuerdo con la leyenda, san Miguel se le apareció hasta tres veces a Auberto en sueños mientras dormía, con el encargo de que erigiera un oratorio en Mont Tombe. El arcángel habría dejado las huellas de su dedo en el cráneo de Auberto. Este cráneo se encuentra en la basílica de Saint-Gervais de Avranches mostrando las marcas como estigmas en él. La construcción debía ser una réplica del santuario de San Michele Arcangelo del siglo V situado en Italia, de acuerdo a los requerimientos del ángel. Auberto utilizó las piedras de una estructura de culto pagano que se encontraba en Mont Tombe y con ellas construyó en el mismo emplazamiento un santuario circular. Alrededor del año 708, el obispo Auberto envió dos monjes al santuario italiano del monte Gargano a por reliquias del arcángel: una roca con la impronta de la huella de su pie y un trozo del tejido del altar que había consagrado. Durante esta misión, en marzo de 709, tuvo lugar supuestamente un maremoto que inundó y anegó el bosque de Scissy que rodeaba al monte, convirtiéndolo en una isla. El 16 de octubre del mismo año, el obispo consagró al culto el santuario e instaló doce canónigos en el lugar, todo ello según la tradición cristiana.
Las primeras pequeñas edificaciones pronto resultaron insuficientes y en la época carolingia se levantaron edificios de mayores dimensiones, en torno a los cuales se distribuyeron las celdas individuales de los religiosos. Carlomagno escogió al arcángel san Miguel como protector de su imperio en el siglo IX y trató de renombrar el lugar como «Mont Saint-Michel», pero durante toda la Edad Media se le siguió llamando «Mons Sancti Michaelis en periculo maris», en alusión a Tombelaine.
Los restos del oratorio fueron encontrados en la capilla de Notre-Dame-Sous-Terre. Albergaba a su vez la tumba de Auberto y probablemente las reliquias traídas de Gargano. La capilla se encuentra bajo la nave de la iglesia de la abadía.
Durante el primer siglo tras su instalación en el monte, los canónigos demostraron su fidelidad a la misión encomendada y convirtieron el lugar en centro de estudio, oración y peregrinación, favorecidos por la época de estabilidad que conoció Neustria durante el mandato de Carlomagno, mientras que el resto de la Galia sufría las invasiones bárbaras. Tras la muerte del emperador, aprovechando la desunión existente entre sus hijos, se sucedieron redadas e incursiones vikingas en la zona y finalmente llegaron al monte en 847; los monjes abandonaron el lugar.

### La abadía
Iglesia de Saint-Michel

## Arquitectura
La construcción se inició en el siglo X. La abadía benedictina alberga maravillas arquitectónicas construidas en estilos carolingio, románico y gótico. En este sentido se considera como una «megaestructura» en la que se superponen diferentes edificaciones necesarias para las actividades de un monasterio benedictino, en un espacio reducido.

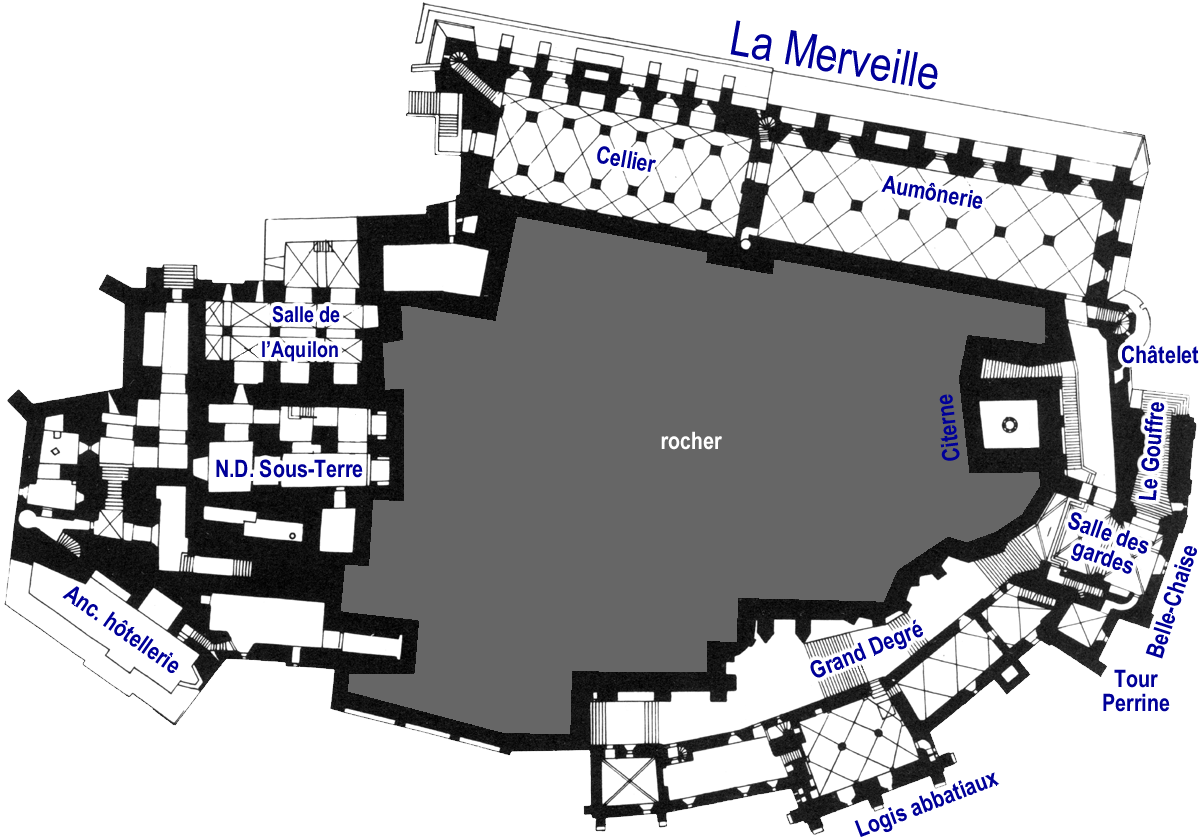
Plano del primer nivel, o piso, de la abadía y los edificios anexos.
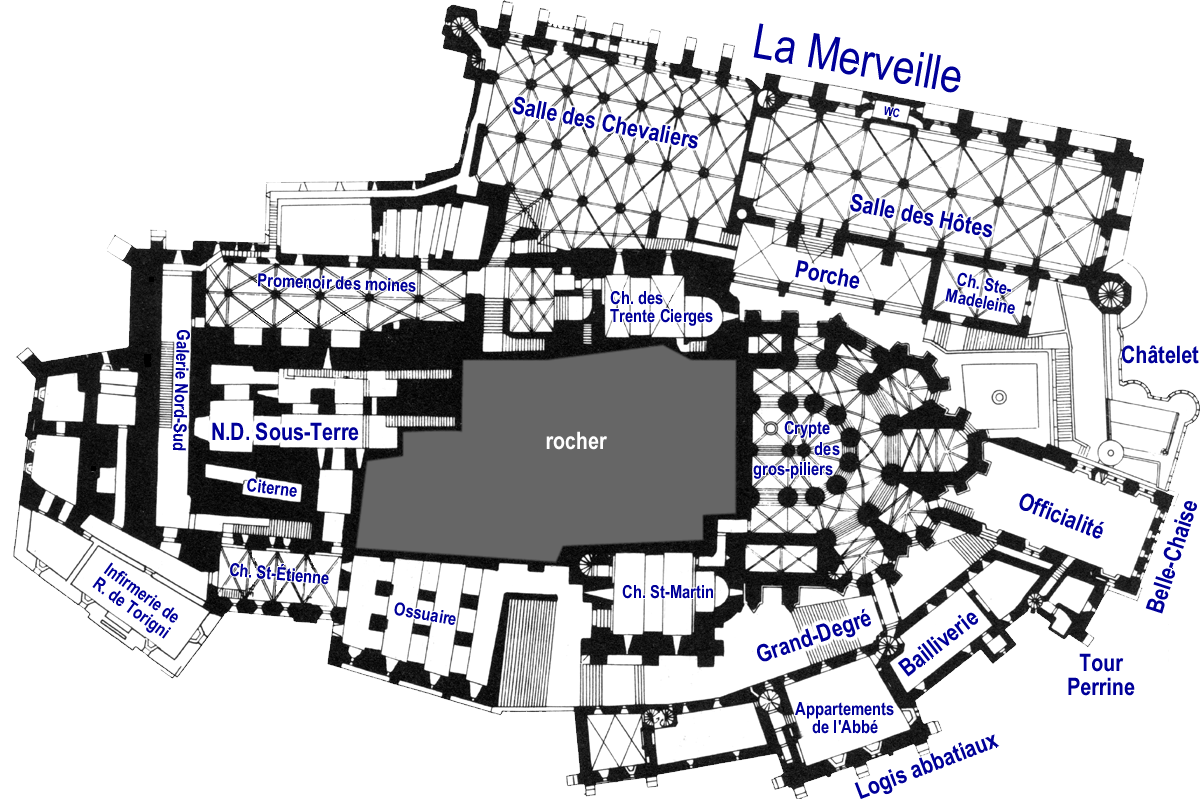
Plano del segundo nivel y los edificios anexos.
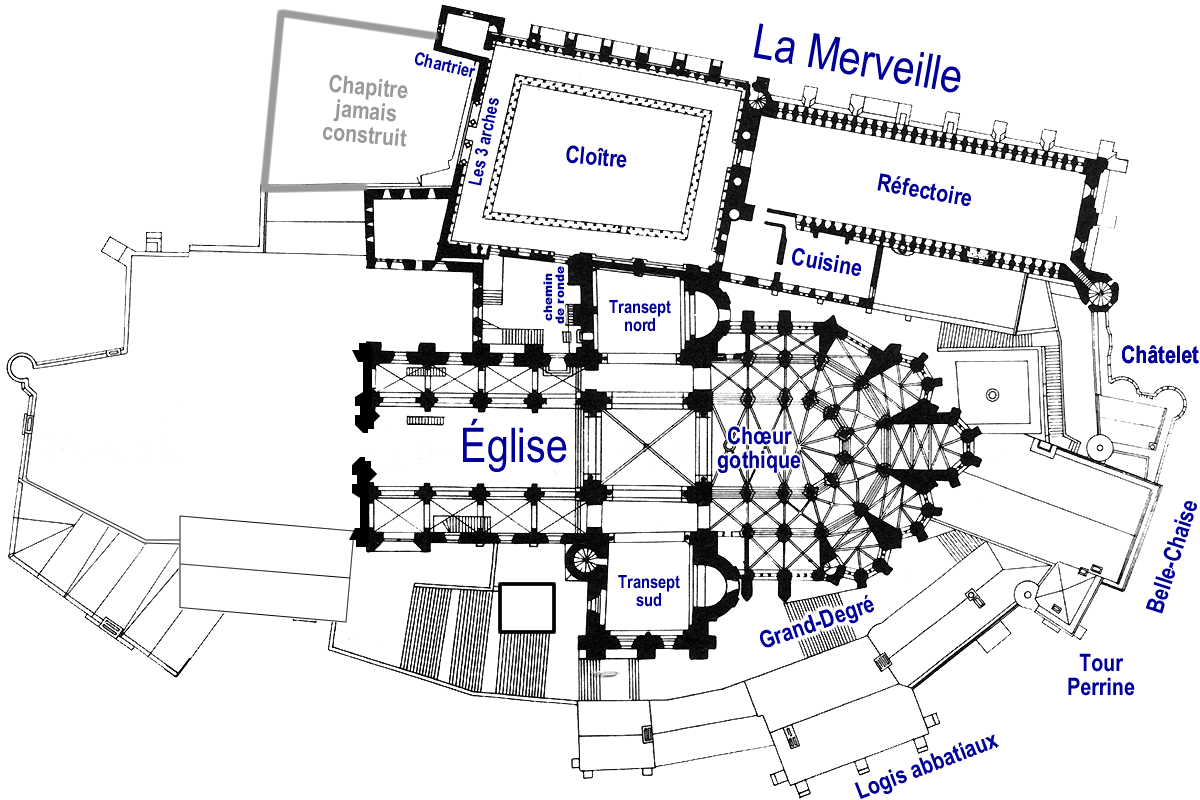
Plano del tercer nivel y los edificios anexos.

### Iglesia abacial y capillas adyacentes

#### Notre-Dame Sous-Terre
La iglesia abacial original fue fundada en el año 966, pero fue cubierta completamente por las múltiples ampliaciones de la abadía y cayó en el olvido durante muchos siglos, hasta ser redescubierta durante unas excavaciones a finales del siglo XIX y principios del siglo XX. Desde entonces ha sido restaurada y ofrece un magnífico ejemplo de la arquitectura prerrománica.

#### Iglesia
A medida que aumentaba la llegada de peregrinos al Monte Saint Michel, se decidió ampliar la abadía con la construcción de una nueva iglesia emplazada en el lugar que ocupaban las habitaciones de los monjes, y éstas se trasladaron al norte de Notre-Dame Sous-Terre.
La nueva iglesia de la abadía tenía tres criptas: la capilla de Trente-Cierges, en la zona norte del brazo del transepto, la cripta del coro, en la zona este, y la capilla de Saint-Martin, en la zona sur del brazo del transepto. El abad Ranulphe inició la construcción de la nave en 1060. En 1080, se alzaron los edificios monásticos de tres pisos, que se construyeron al norte de Notre-Dame Sous-Terre, incluyendo la «salle de l’Aquilon» que cumplía las funciones de acogida a los peregrinos, lugar de encuentro de los monjes y dormitorio comunitario. También se inició en esta época la construcción de la bodega de vino.
En el año 1103 se derrumbaron tres tramos del lado oeste de la nave, por defectos de construcción y consolidación; fueron reconstruidos por el abad Roger II entre 1115 y 1125. En 1421 se derrumbó el coro románico y fue reconstruido en estilo gótico entre los años 1446-1523 (con una interrupción de 1450 a 1499). Tras un incendio en 1776, se decidió demoler los tres tramos occidentales de la nave y en 1780 se construyó la fachada clásica actual; desafortunadamente, las estructuras en los cimientos necesarios para edificarla dividieron en dos partes a Notre-Dame Sous-Terre.

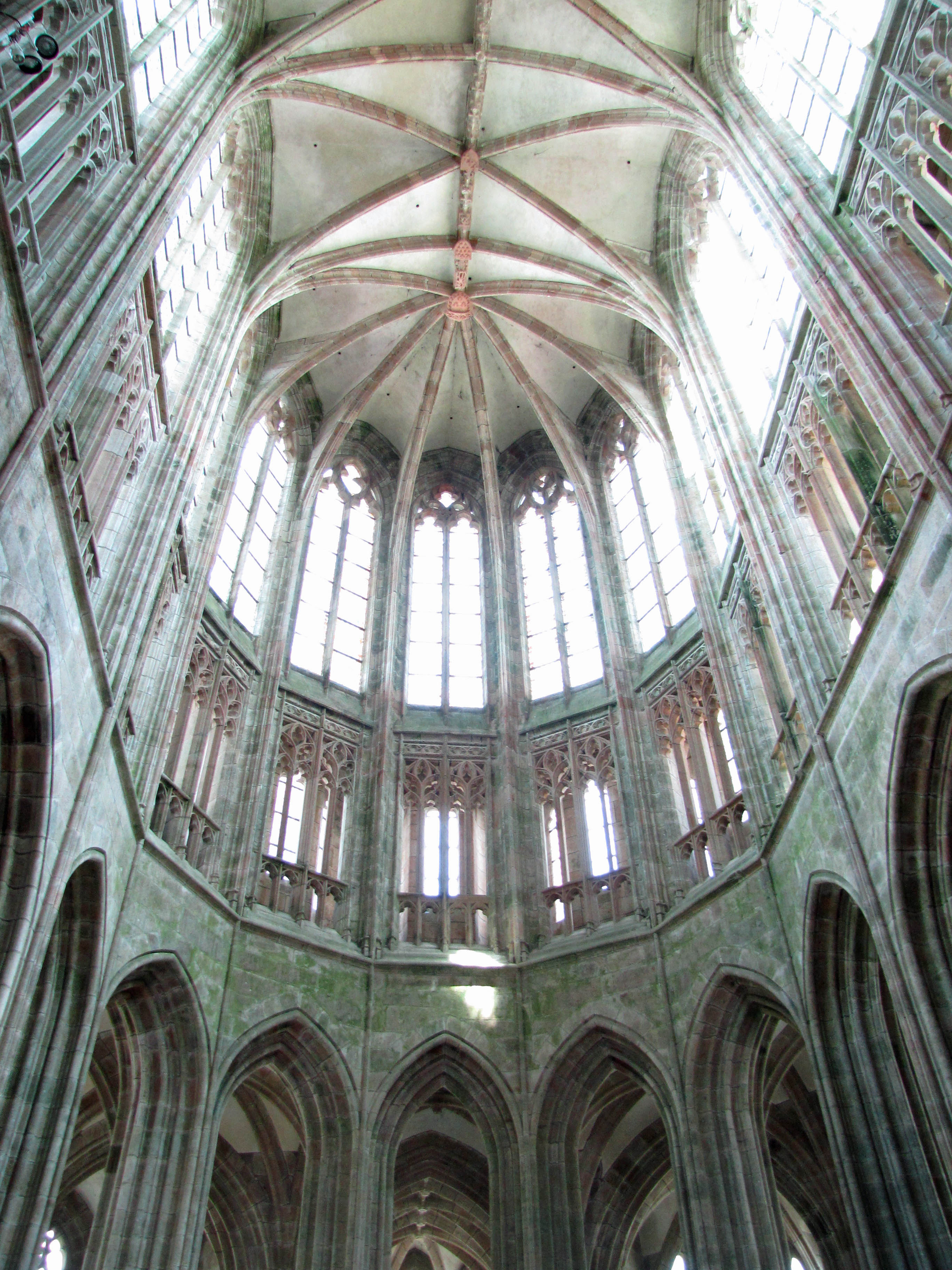
Vista del techo de la nave y el coro.
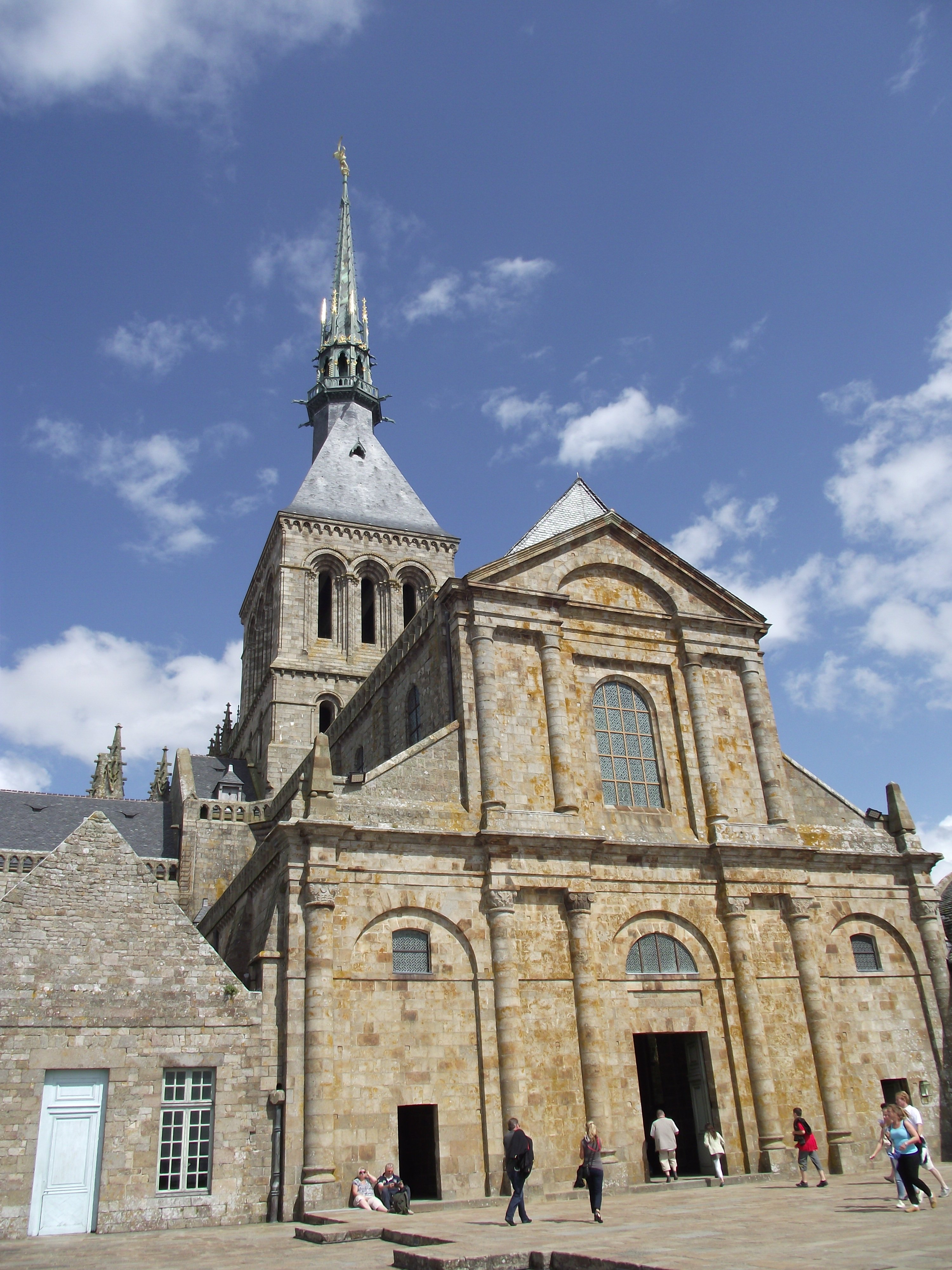
Fachada clásica de la iglesia.
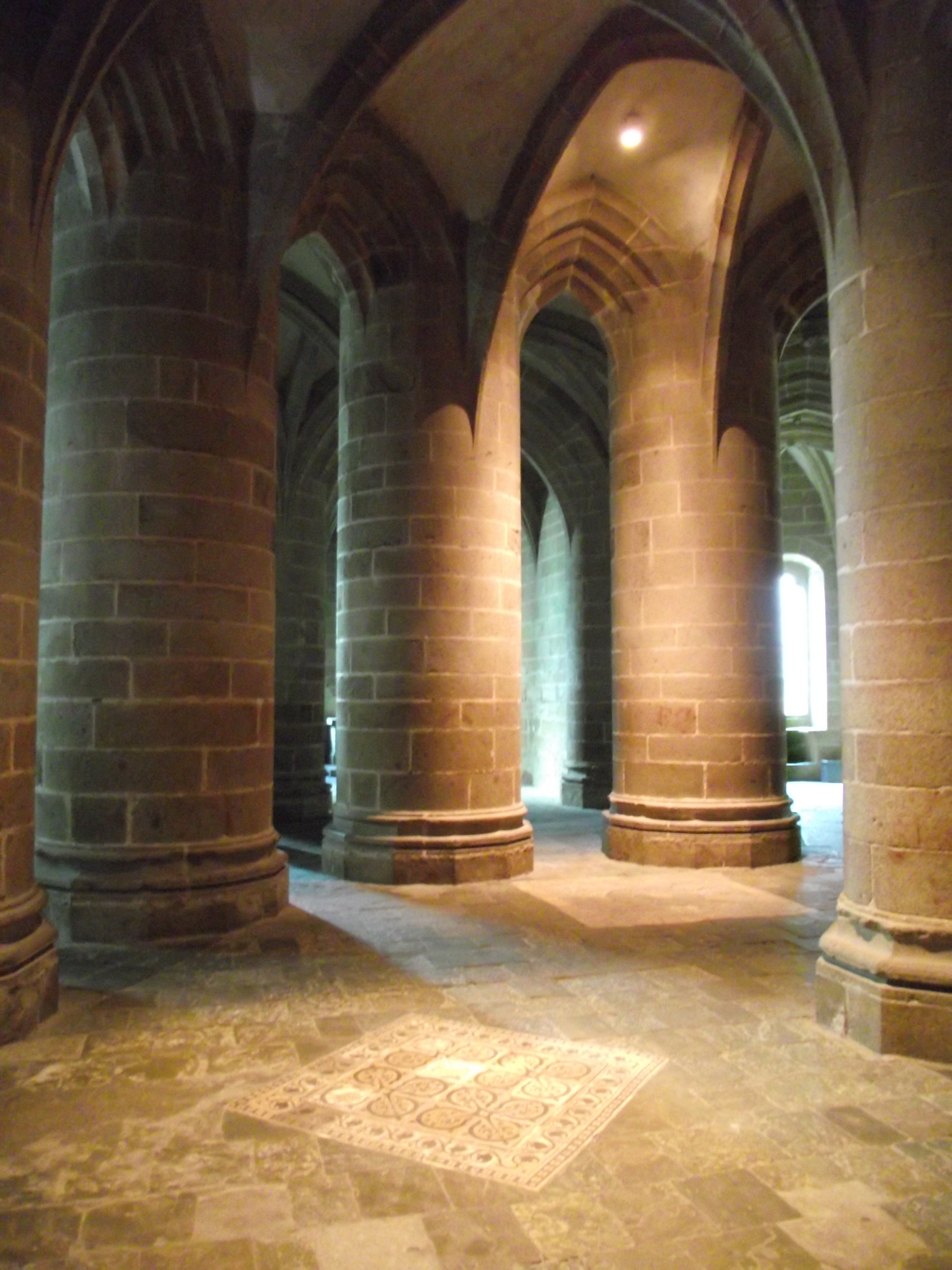
Una de las tres criptas.
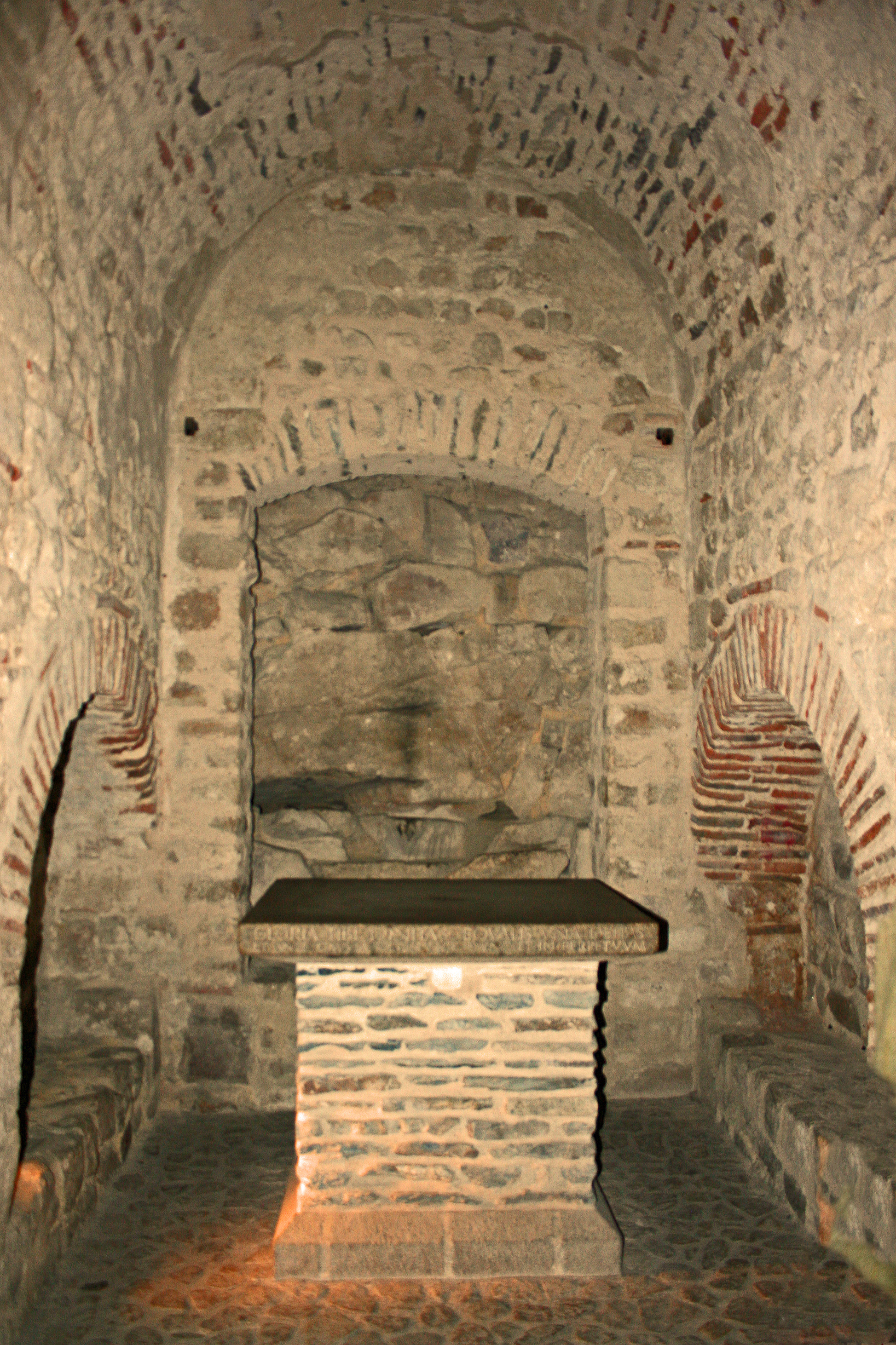
Capilla de Notre-Dame Sous-Terre.

### La «Marvelle» y los edificios monásticos
La abadía de Mont Saint-Michel se divide en dos partes: la iglesia abacial y la «Marvelle», es decir, la zona donde vivían los monjes. Vista desde el exterior, en su lado norte, se observa la fachada, que corresponde a la parte gótica. Tiene tres plantas y su construcción se prolongó durante 25 años.
La «Marvelle» se encuentra subdividida en dos partes: la oriental y la occidental. La parte del lado este fue la primera en ser edificada, entre 1211 y 1218, e incluye tres salas: la capellanía, la Sala des Hôtes y el refectorio. La zona occidental fue construida siete años más tarde y también alberga tres salas: la bodega, la Sala de los Caballeros y el claustro.

#### Los edificios de Robert de Torigni
El abad Robert de Torigni mandó construir, en las zonas oeste y suroeste, un complejo de edificios con una nueva casa para los abades, una sala para jueces eclesiásticos, un nuevo albergue, una enfermería y la capilla de Saint-Étienne. También hizo reacondicionar los caminos de acceso a Notre-Dame Sous-Terre  para evitar demasiados contactos entre los peregrinos y los monjes de la abadía.
También acondicionó una grúa de rueda utilizando el cabrestante instalado a raíz de la conversión del lugar en la cárcel, para suministrar avituallamiento a los condenados, donde los propios presos caminaban dentro de la rueda para hacerla girar.

#### La Merveille

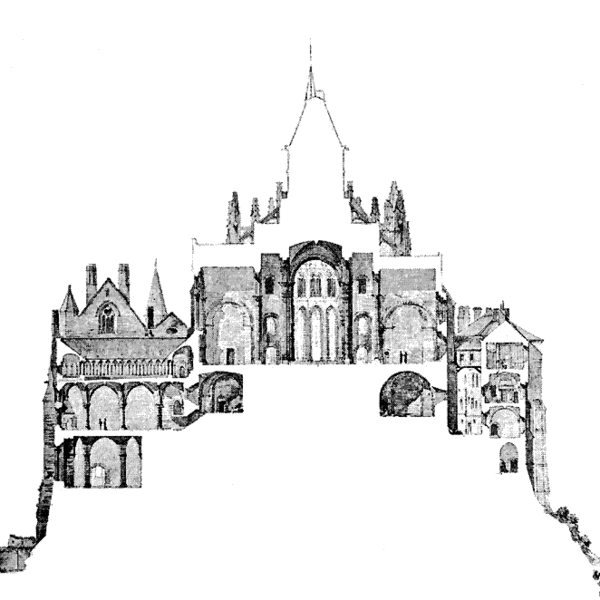
Corte axial de la abadía, la Merveille se encuentra en la zona de la izquierda.

El edificio de la Merveille, situado al norte de la iglesia de la abadía, integra el claustro, refectorio, sala de trabajo y sala del capellán, comunicados en un ejemplo perfecto de funcionalidad. El conjunto, apoyado en la pendiente de la roca, está formado por dos conjuntos de tres edificios de una planta.
En la planta baja, la bodega refuerza la estructura a modo de contrafuerte. A medida que se sube de planta, cada piso es más pequeño y ligero hasta llegar a la parte superior, con contrafuertes en el exterior para mantener la estructura. Esta forma de construcción vino dada por las características topográficas de la zona.

##### El claustro

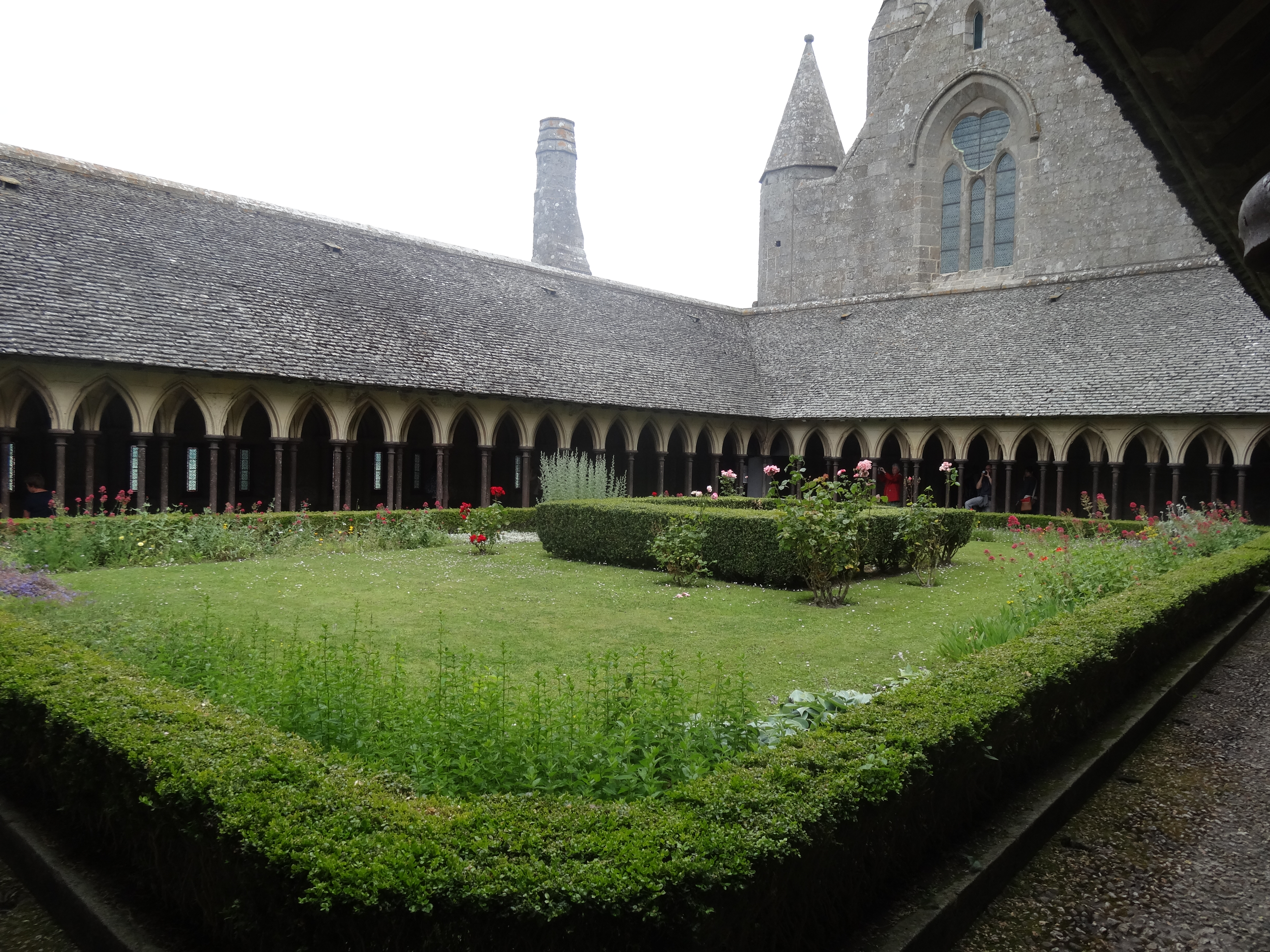
El claustro.

No se encuentra, como suele ser habitual, en el centro del monasterio ni se comunica con el resto de los edificios. Su función es puramente espiritual: la meditación de los monjes. Tres arcos dan al mar y al vacío, concebidos originalmente como la entrada de la sala capitular que finalmente nunca fue construida. Las columnas, dispuestas en quincunce, se construyeron con piedra caliza importada de Inglaterra, aunque posteriormente fueron restauradas utilizando conglomerado de Lucerna.
En el centro alberga un jardín medieval recreado en 1966 por el monje benedictino Bruno de Senneville, interesado en la botánica. En la zona central una serie de bojs forman un recuadro rodeado por 13 rosas de Damasco. Plantas medicinales, hierbas aromáticas y flores, en parterres encuadrados por cinerarias marítimas, simbolizan las necesidades cotidianas de los monjes en la Edad Media.